# Opération Hispaniola
L'opération Hispaniola' (Operación Hispaniola) est l'opération militaire de l'Espagne pour aider Haïti après le tremblement de terre d'Haïti de 2010.
L'Espagne a envoyé le navire SPS Castilla L-52.